# Phyllotreta consobrina
Phyllotreta consobrina é uma espécie de insetos coleópteros polífagos pertencente à família Chrysomelidae.
A autoridade científica da espécie é Curtis, tendo sido descrita no ano de 1837.
Trata-se de uma espécie presente no território português.